# Joseph Mopeli Sephamola
Joseph Mopeli Sephamola OMI (ur. 14 marca 1960 w Tsoelike) – sotyjski duchowny katolicki, biskup diecezji Qacha’s Nek od 2013.

## Życiorys

### Prezbiterat
6 stycznia 1984 roku wstąpił do zgromadzenia oblatów. 25 stycznia 1989 złożył śluby wieczyste. Święcenia kapłańskie otrzymał w dniu 27 kwietnia 1991. Po święceniach przez 9 lat pracował jako misjonarz w Zambii. W latach 2000–2003 mieszkał w zakonnym scholastykacie w Rzymie, a po powrocie do kraju został mistrzem nowicjatu. W latach 2009–2011 studiował w RPA, a w kolejnych latach kierował lesotyjską prowincją oblacką.

### Episkopat
19 czerwca 2013 papież Franciszek mianował go biskupem diecezji Qacha’s Nek. Sakry biskupiej udzielił mu 21 września 2013 ordynariusz archidiecezji Maseru - biskup Gerard Tlali Lerotholi.